# يوسف الهبوب
يوسف إبراهيم الهبوب لاعب كرة قدم سعودي، يلعب كحارس مرمى حاليا مع نادي قرية العليا.

## مسيرة اللاعب
لعب في نادي النجوم ونادي الطرف ونادي قرية العليا.